# 제24공군
제24공군(영어: Twenty-Fourth Air Force)은 미국 공군의 옛 서수 공군, 제16공군의 전대 사이버 공군이다.
이 서수공군은 제67, 688사이버스페이스단, 제689전투통신단을 운용하여 외내부 사이버스페이스 공격을 차단 및 추적하고, 공군 네트워크 통합원(AFNIC)과 긴밀히 협조하여 공군망을 구축하고 유지하는 임무를 수행하였다.

## 역사
원래 제24공군은 기능 서수공군으로서 공군사이버사령부의 작전부대로서 2009년 8월 11일에 창설되었다. 그러나, 공군참모총장 노턴 A. 슈워츠 대장은 해당 사령부를 따로 두지 않고, 2009년 8월 18일부로 작전부대인 제24공군을 공군우주사령부 예하에 두기로 하였다.
2009년 10월 5일에 로빈스 공군기지의 제689전투통신단이 창설됨과 함께 제24공군에 배속되었다.
2009년 11월 25일, 제24공군의 문장이 승인되었다.
2010년 1월 22일, 제24공군은 공군우주사령부로부터 초기 운용 역량을 인증받고, 10월 1일에 완전한 운영 역량을 갖추었다.
2010년 12월 7일, 제24공군은 사이버 공군(AFCYBER)으로 지정되고, 사이버스페이스 작전을 위한 공군 측의 근무구성군으로서의 통제권이 미국 사이버사령부로 위임되었다.
2013년 9월 30일, 제689전투통신단이 예하의 제3전투통신전대와 함께 해체되었다. 제5전투통신전대는 제24공군 안에 유일하게 남은 전투통신전대로서 제688사이버스페이스단으로 전속하였다.
2014년 레드 플래그 훈련에서 사이버 전쟁 개입이 추가되어 사이버 공군인 제24공군이 처음으로 참가하였다. 그리고 같은 해의 미국 전략사령부의 대규모 훈련인 "글로벌 라이트닝 훈련"(Exercise Global Lightning) 14에서 사이버 합동군본부를 운영하여 전투지휘관을 지원하였다.
2018년 7월 17일, 제24공군의 항공전투사령부로의 전속식과 로버트 스키너 소장의 신임 제24공군 사령관 취임식이 진행되었다.
2019년 10월 11일, 미국 공군부는 제24공군의 사이버 전쟁, 전자전과 '정보 공군"(Air Force Intelligence)인 제25공군의 첩보 감시 정찰(ISR) 기능을 단일부대에서 통합하여 운영하기 위해 두 서수공군을 제16공군으로 병합하였다.

## 부대
- 제624작전센터 - 랙랜드 공군기지
- 제67사이버스페이스단 - 랙랜드 공군기지
  - 제67사이버스페이스작전전대 - 랙랜드 공군기지
    - 제67작전지원대대 - 랙랜드 공군기지
    - 제315사이버스페이스작전대대 - 포트 조지 G. 미드
    - 제352네트워크전대대 - 히캠 공군기지
    - 제390사이버스페이스작전대대 - 랙랜드 공군기지

  - 제318사이버스페이스작전전대 - 랙랜드 공군기지
    - 제39정보작전대대 - 허버트 비행장
    - 제90사이버스페이스작전대대 - 랙랜드 공군기지
    - 제318작전지원대대 - 랙랜드 공군기지
    - 제346실험대대 - 랙랜드 공군기지

  - 제567사이버스페이스작전전대 - 스콧 공군기지
    - 제92사이버스페이스작전대대 - 랙랜드 공군기지
    - 제833사이버스페이스작전대대 - 랙랜드 공군기지
    - 제834사이버스페이스작전대대 - 랙랜드 공군기지
    - 제835사이버스페이스작전대대 - 랙랜드 공군기지
    - 제836사이버스페이스작전대대 - 스콧 공군기지
    - 제837사이버스페이스작전대대 - 스콧 공군기지
- 제688사이버스페이스단 - 랙랜드 공군기지
  - 제688작전지원대대 - 랙랜드 공군기지
  - 제5전투통신전대 - 로빈스 공군기지
    - 제5전투통신지원대대 - 로빈스 공군기지
    - 제51전투통신대대 - 로빈스 공군기지
    - 제52전투통신대대 - 로빈스 공군기지

  - 제26사이버스페이스작전전대 - 랙랜드 공군기지
    - 제26네트워크작전대대 - 맥스웰 공군기지
    - 제26작전지원대대 - 랙랜드 공군기지
    - 제33네트워크전대대 - 랙랜드 공군기지
    - 제68네트워크전대대 - 랙랜드 공군기지
    - 제426네트워크전대대 - 랙랜드 공군기지

  - 제38사이버스페이스기술시설전대 - 틴커 공군기지
    - 제38계약대대 - 틴커 공군기지
    - 제38사이버스페이스대응대대 - 틴커 공군기지
    - 제38기술대대 - 틴커 공군기지
    - 제38작전지원대대 - 틴커 공군기지
    - 제85기술시설대대 - 케슬러 공군기지

  - 제690사이버스페이스작전전대 - 랙랜드 공군기지
    - 제83네트워크작전대대 - 랭글리 공군기지
    - 제561네트워크작전대대 - 페터슨 공군기지
    - 제690정보지원대대 - 랙랜드 공군기지
    - 제690네트워크지원대대 - 랙랜드 공군기지
    - 제690사이버스페이스작전대대 - 히캠 공군기지
    - 제691사이버스페이스작전대대 - 람슈타인 공군기지
- 제689전투통신단 - 로빈스 공군기지; 2009년 10월 5일 ~ 2013년 9월 30일

## 기록

### 계보
- 2009년 8월 11일, Twenty-Fourth Air Force (Air Forces Strategic)→제24공군 (전략 공군)로서 창설됨.
2009년 8월 18일, 활성화됨.
2010년 12월 7일, Twenty-Fourth Air Force (Air Forces Cyber)→제24공군 (사이버 공군)로 재편성됨.

### 소속
1. 공군우주사령부; 2009년 8월 18일 ~ 2018년 7월 28일
2. 공군전투사령부; 2018년 7월 28일 ~ 2019년 10월 11일

### 거점
- 텍사스주 랙랜드 공군기지, 2009년 8월 18일 ~ 2019년 10월 11일

### 표창
| 스트리머 그림 | 스트리머 이름     | 내역                              |
| ------------- | ----------------- | --------------------------------- |
|               | 공군 우수부대표창 | 2009년 8월 18일 - 2010년 10월 1일 |

## 참고
1. ↑  “Air Force senior leaders take up key decisions” (영어). United States Air Force Public Affairs Office. 2008년 10월 7일. 2021년 2월 10일에 확인함.
2. ↑  “24 AF link "Air Force Cyber Numbered Air Force achieves initial operational capability” (영어). 24th Air Force Public Affairs Office. 2010년 1월 26일. 2016년 3월 3일에 원본 문서에서 보존된 문서. 2021년 2월 10일에 확인함."
3. ↑  [McNabb, Scott (2010년 12월 8일). “24th AF becomes AFCYBER” (영어). 24th Air Force Public Affairs. 2012년 7월 20일에 원본 문서에서 보존된 문서. 2014년 4월 28일에 확인함.
4. ↑  Eshel, Tamir (2014년 3월 15일). “Cyber Operations Become Part of the Red-Flag Game Plan”. 《defense-update.com》. Defense Update. 2014년 3월 15일에 원본 문서에서 보존된 문서. 2014년 3월 15일에 확인함.
5. ↑  Hein, Meredith (2014년 6월 18일). “Global Lightning electrifies the joint fight”. 《www.afspc.af.mil》 (USAF). 2014년 12월 20일에 원본 문서에서 보존된 문서. 2014년 6월 19일에 확인함.
6. ↑  Biermann, R.J. (2018년 7월 18일). “24th Air Force joins Air Combat Command, welcomes new commander” (영어). Air Forces Cyber Public Affairs. 2021년 2월 10일에 확인함.
7. ↑  “ACC announces 24th and 25th NAF merger” (영어). Air Combat Command Public Affairs. 2019년 4월 5일. 2019년 11월 13일에 확인함.
8. ↑  Bultman, Lori A. (2019년 10월 11일). “Air Force integrates missions, strengthens information warfare capabilities” (영어). Air Combat Command Public Affairs. Sixteenth Air Force Public Affairs. 2019년 11월 13일에 확인함.

- “Twenty-Fourth Air Force (ACC)” (영어). Air Force Historical Research Agency. 2011년 6월 20일. 2021년 1월 17일에 확인함.